# Waltenhausen
Waltenhausen è un comune tedesco di 688 abitanti, situato nel land della Baviera.